# Exèrcit aquemènida

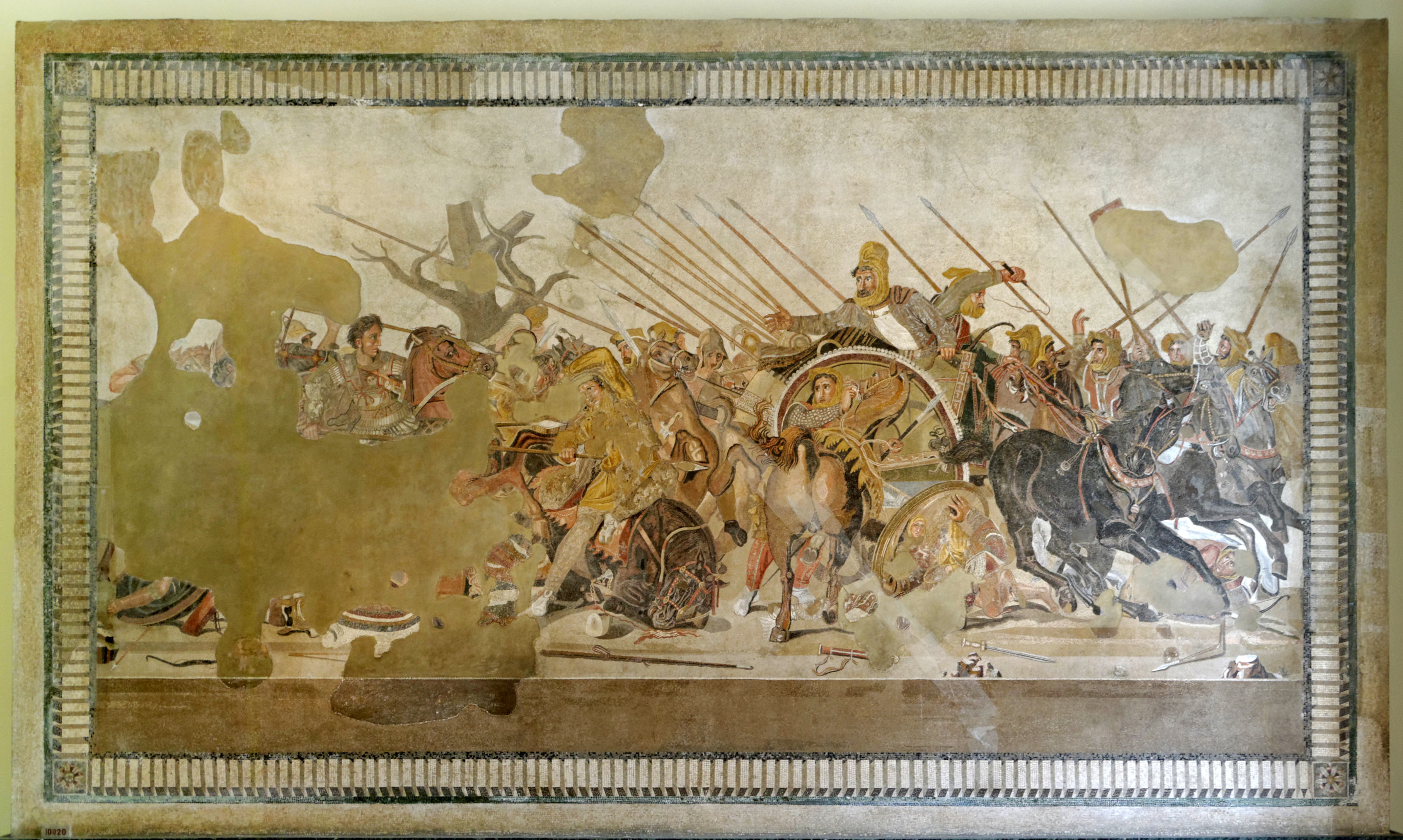
Darios III (al centre) lluitant contra Alexandre el Gran (a l'esquerra) a la batalla d'Issos.

L'exèrcit aquemènida dels reis perses, des de Cir II el Gran a Darios III, durant quasi els seus dos segles i mig d'existència (550-330 aC), va estar integrat per contingents d'estats vassalls i de mercenaris, principalment, grecs. Va comptar amb diverses unitats, armes i indumentària. Darios I, va enviar expedicions militars contra tracis i escites i va envair Grècia (Primera Guerra Mèdica) a començaments del segle v aC. El seu fill Xerxes I de Pèrsia va seguir els seus passos uns deu anys més tard, creuant l'estret de l'Hel·lespont amb un nombrós exèrcit i flota, donant lloc a la Segona Guerra Mèdica. Els reis posteriors van alternar, entre donar suport militar o financerament a Atenes o Esparta, enfrontades entre si, i les seves respectives aliances Confederació de Delos i Lliga del Peloponès, segons els seus interessos, durant la Guerra del Peloponès, al segle v aC.
Al segle iv aC, la preponderància militar de les principals polis gregues com Tebes, i l'augment del poder militar del regne de Macedònia amb el seu rei Filip II, i el seu fill Alexandre el Gran, van marcar el declivi com a potència militar de l'imperi Aquemènida, en primer lloc, i la seva anihilació i assimilació a l'exèrcit macedoni, a mesura que Alexandre en conqueria l'imperi.
El nucli de l'exèrcit, compost per hosts perses i medes, permetia mantenir l'ordre al vast imperi. Amb l'esdevenir del temps, la infanteria i la cavalleria es van convertir en les milícies més importants, mentre que es va reduir el nombre de tropes que lluitaven en carros de guerra, a causa de la seva escassa maniobrabilitat. Dels sàtrapes depenia una guarnició integrada per tropes locals, que donat el cas, s'unien a l'exèrcit del sobirà. El sàtrapa al territori del qual es trobaven les guarnicions pagava als soldats, i en general en espècie, llevat dels mercenaris grecs, presents en quantitats considerables a les files de l'exèrcit. Per a les campanyes militars importants, els reis feien lleves entre els seus pobles subjugats, des de terres tan llunyanes com l'Índia o Egipte, estant els perses i mercenaris de l'Àsia central i de l'Iran els més fiables. Envoltava al monarca una guàrdia reial, constituïda per les tropes de cavalleria i 10.000 arquers, que els historiadors -entre ells Heròdot- van nomenar els Immortals.

## Origen
Com en altres àmbits, també a l'esfera militar hi va haver grans influències transculturals a l'imperi Aquemènida. Exemple d'això són: l'ús d'insígnies divines col·locades als carros com estendards de l'exèrcit; L'adopció d'equipament, peces d'armadura i vestimentes elamites, així com la del tir amb arc d'aquest mateix poble en la infanteria aquemènida; l'ús dels escuts amb forma de vuit, nomenats dypilon i del peto egipci de lli, utilitzat també pels assiris; la utilització de l'armadura i de cascs de tipus kurgan, cascs també coneguts a Elam; i el que és més significatiu, aspectes de la instrucció i dels rituals militars transmesos a través de les fonts assíries i també per Heròdot.
Donat el llarg domini militar de Assíria a l'Orient Pròxim, s'ha suggerit de vegades que l'exèrcit neoassiri exercís una influència en la formació del dels medes i dels perses, encara que hi havia poques proves directes d'això. Un fragment d'un relleu de pedra del palau Nord d'Assurbanipal a Nínive, que representa arquers elamites i d'altres procedències, juntament amb guàrdies llancers assiris en marxa cap a un grup de sacerdots, s'ha identificat com una possible representació d'arquers auxiliars perses. L'escena té aparences de ser una desfilada cerimonial a Arbela després del retorn de l'exèrcit assiri de la seva victòria davant els elamites en el riu Karun a l'any 653 aC. La superfície del relleu molt erosionada, ocultava a la vista un detall fonamental: els llancers apareixen en marxa militar amb les armes invertides. Aquesta desfilada militar s'exhibeix en el Museu Britànic.

## Organització
Les fonts escrites perses aporten informació sobre les llistes d'avituallament i alguns termes tècnics, però no sobre la forma de lluitar de l'exèrcit. És difícil valorar la seva competència a través de les fonts escrites gregues, més àmplies, a causa de la parcialitat que comporten.

### Regiments i unitats

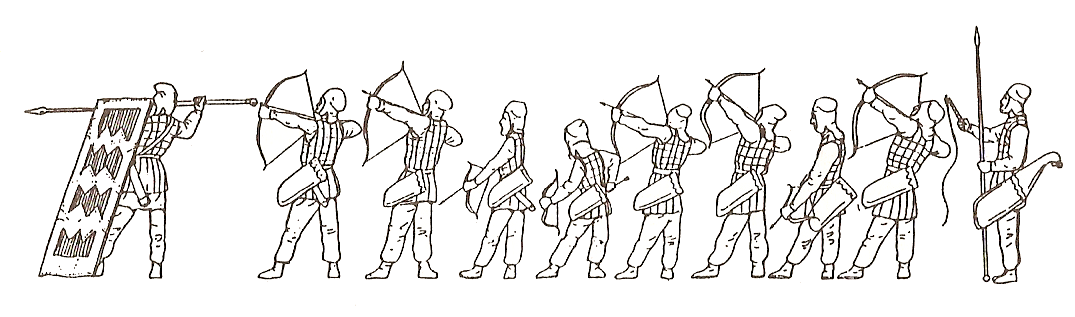
Formació de l'exèrcit persa. Primera fila: soldat d'infanteria amb un gran escut i una llança, a continuació els arquers. Els últims són els comandants i supervisors. Aquesta formació era bona per a la defensa, però pobra per a l'atac.

Els sistemes militars assiri i aquemènida també tenien molt en comú relatiu a la utilització de grans formacions de guàrdies professionals que encapçalaven unitats de reclutes, que complien amb les seves obligacions amb l'Estat en persona o en espècies. En tots dos casos, s'utilitzava una organització decimal, amb seccions de 10 homes, companyies de 100 i formacions més voluminoses de 1000. El terme general per definir un exèrcit regular era spada. El mencionat exèrcit estava format per una arma d'infanteria (en persa antic: pasti), una de cavalleria (asabāri, genets) i, algunes vegades també de camells (usubari, genets de camells) i carros. Tots ells anaven acompanyats d'un gran nombre de seguidors de campanya.
Els regiments, de mil homes, podien formar divisions de deu mil. Hazabaram és el terme persa per a regiment, paraula composta per hazara (mil) i el sufix -bam que la convertia en substantiu numeral. Un hazarapati o «comandant de mil» manava cada regiment, que es dividia en deu satabam de cent homes. Cada satabam era sota el comandament d'un satapati comandant d'unitat de cent i, alhora, es dividia en deu databam de deu homes, al comandament del datapati, el comandant de la desena.
Deu hazabaram formaven un baivarabam, un regiment de deu mil, sota el comandament del baivarapatish, el comandant de deu mil. Aquest últim terme és merament especulatiu, perquè només sobreviu en llengua avèstic, emparentada amb el persa.
Al comandant en cap de la spada se l'anomenava probablement spadapati, encara que al general amb plena autoritat civil se'l deia karana (en grec κάρανος 'karanos'). Aquests graus militars apareixen, amb el seu equivalent en grec, a l'obra Ciropèdia de Xenofont.
Característic era que tant els comandants com els dignataris participessin en la lluita, i molts van morir en combat, com Cir II a Escítia i Mardoni a la batalla de Platea. Onze dels fills de Darios I van prendre part a la Primera Guerra Mèdica, i tres d'ells van morir en acció, i dues germanes de Xerxes I van morir en la batalla de les Termòpiles.

### Infanteria
La infanteria de tots els exèrcits aquemènides estava formada per perses de naixement. A diferència del que succeïa a les tropes gregues els millors soldats ocupaven el centre de la formació. Aquests guerrers es protegien amb grans escuts de cuir i vímet. Les diverses armes ofensives amb les quals lluitaven eren llances, atxes, espases, arcs i fletxes. La seva armadura lleugera consistia en una cuirassa encoixinada de llí i en un casc.

#### Immortals

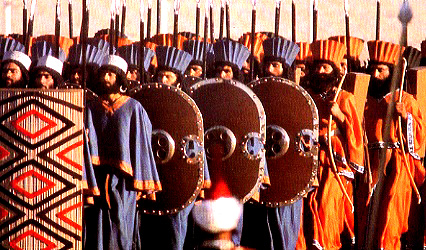
Immortals perses, en una cerimònia a l'Iran del 2,500 aniversari de la fundació de l'Imperi Aquemènida per Cir II el Gran.

El regiment més important era el dels «Immortals», així nomenats perquè les baixes es refeien immediatament per mantenir inalterats els seus 10.000 homes.
Els Immortals contenien un regiment d'elit, els «Llancers del Rei», integrat exclusivament per aristòcrates, veritables tropes d'elit integrades per perses, medes i elamites. Als baixos relleus de Persèpolis apareixen representats amb els seus arcs. Probablement siguin Immortals els guerrers que figuren als maons esmaltats de Susa, així com a nombrosos segells.
S'encarregaven de la guàrdia de la tenda reial mentre el rei es desplaçava o era en una expedició.
S'ha apuntat que el nom «immortals» (del grec:Ἀθάνατοι) és degut a una confusió grega de les paraules del persa antic anûšiya («membres del seguici» o «criats») i anauša («immortals»). Aquesta explicació encaixaria amb la terminologia dels textos assiris i neobabilònics en els que els guàrdies reials també eren coneguts com a «membres del seguici» (qurbute). Malgrat tot, la similitud de les paraules en persa antic podria haver suggerit el nom de anausha per als guàrdies com a sobrenom persa. La referència d'Heròdot als perses «que el rei acostumava a nomenar els "Immortals"» és significativa, perquè els reis assiris també podien referir-se a les seves tropes d'elit amb epítets aplicats comunament als herois divins, com per exemple en l'ús del terme huradu.

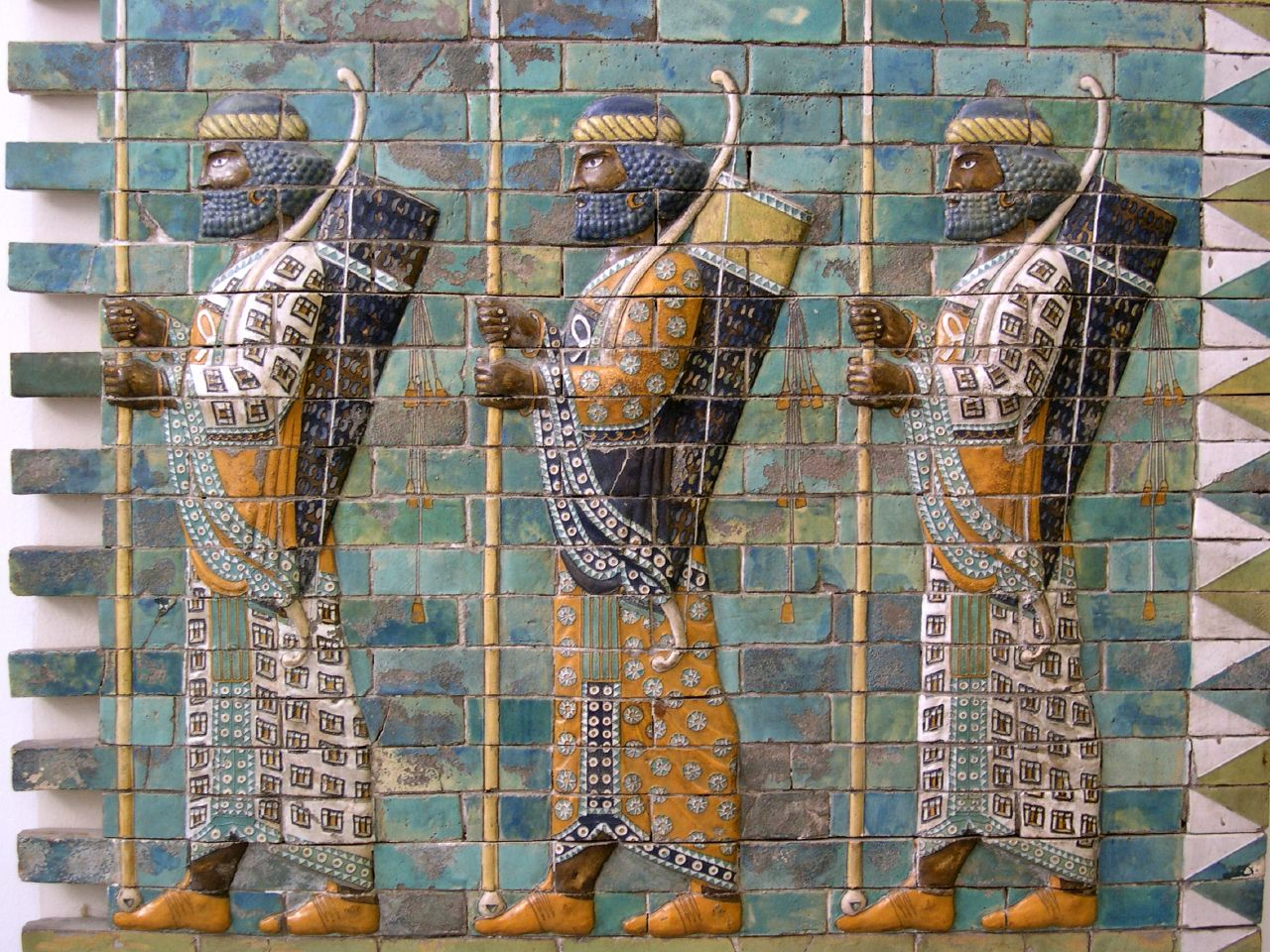
Perses Immortals, detall del fris dels arquers al palau de Darios a Susa. Maons vidrats de silici, c.510 abans de Crist.

Heròdot, (VII.40-41) ofereix una descripció de l'exèrcit de Xerxes I quan va partir de Sardes per iniciar la invasió de Grècia. L'avantguarda la componien mil genets perses d'elit, a continuació figuraven mil llancers, també d'elit, amb les puntes de les seves llances apuntant al terra, en senyal de respecte a Xerxes, a qui precedien. El rei marxava sobre un carro tirat per cavalls neseus. En aquest punt el relat és una mica confús. Després del rei marxaven mil llancers -els perses més valents i de més gran llinatge- que portaven les seves piques amb les puntes cap amunt; a continuació figurava un altre esquadró de cavalleria, integrat per mil perses d'elit, i després de la cavalleria, deu mil soldats d'infanteria, seleccionats entre la resta dels perses, que encara que l'historiador d'Halicarnàs no ho diu expressament, possiblement es tracta dels Immortals (cf. VII.83). Mil d'ells portaven adornades les extremitats inferiors de les seves llances amb magranes d'or com a contrapès; aquests 1000 envoltaven els altres 9000, que portaven magranes de plata. En aquest punt, Heròdot sembla que descrigui una barreja d'«arquer protegit amb escut», amb 9000 arquers defensats per un miler de llancers amb escuts. El text grec estableix una distinció per diferenciar els Immortals de la guàrdia estrictament personal del sobirà, integrada per 2000 llancers i 2000 genets, l'única missió dels quals era vetllar per la seguretat del monarca. Heròdot, acaba la seva descripció afegint que també portaven contrapesos amb formes de magranes d'or els llancers que apuntaven al terra, i pomes del mateix metall els qui seguien més de prop a Xerxes. Aquests últims rebien el nom de mēlophóroi (melòfors), pels fruits que adornaven la part inferior de les seves llances. Després dels Immortals marxava un contingent de 10.000 genets perses, seguits de la resta de les tropes.
Quint Curci Ruf fa una descripció comparable a la de Claudi Elià sobre els melòfors, consignada a la següent secció: «feien gala d'un luxe i una opulència inaudits que els tornava més imponents, entre els collars d'or, entre la robes ornades amb or, i entre les túniques amb mànigues, adornades amb gemmes».

#### Melòfors

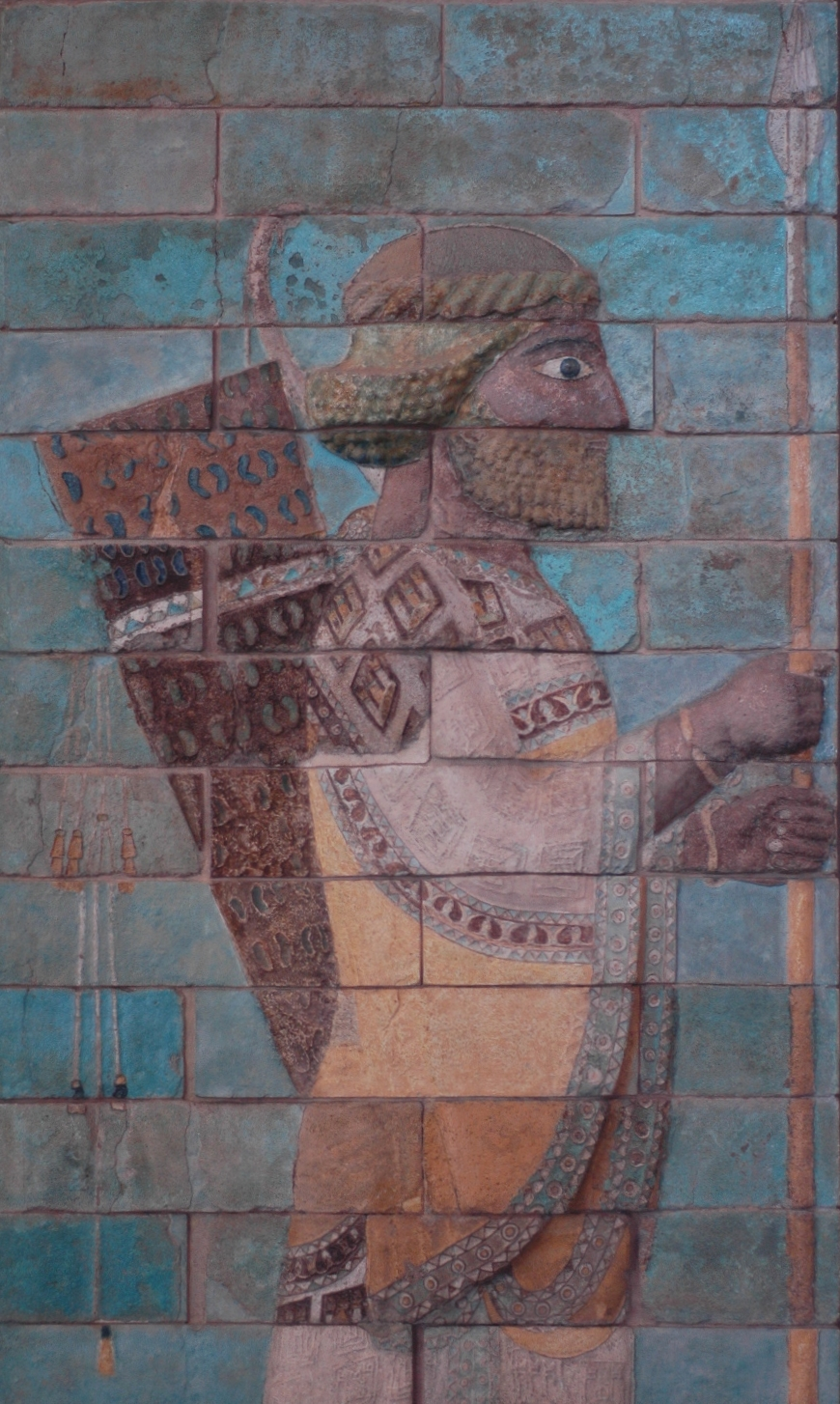
Llancer, palau de Darios I a Susa, potser un melòfor.

Els melòfors (del grec antic οἱ μηλοφόροι/hoi mêlophoroi, literalment «els portadors de pomes»), eren una companyia de 1000 llancers que constituïen la guàrdia personal del Gran Rei.
Heràclides de Cumes els descriu a les seves Persica: 
| «                                                     | són llancers (doryphoroi) tots de naixement persa; tenen pomes d'or sobre la punta de les seves llances. Són 1000, escollits pel seu alt llinatge (aristindēn) entre els 10.000 perses que porten el nom d'Immortals. | » |
| — Ateneu de Nàucratis, El banquet dels savis XII.514c | |   |

Mentre Alexandre rebia els seus partidaris per sopar a la seva tenda: «es trobaven allà 500 perses vestits amb robes de color porpra i groc, nomenats melòfors». Sensible al seu aspecte impressionant, el rei macedoni els va conservar i els va utilitzar al seu servei després que donés fi al regnat dels aquemènides. És probable que els llancers i arquers representats als maons esmaltats de l'Apadana (sala d'audiència) del palau de Darios I a Susa siguin melòfors.
Estaven permanentment al costat del rei. A la batalla de Gaugamela van combatre al costat de Darios III. Desfilaven just abans del carro reial al seguici d'aquest monarca, situats després dels parents i dels Immortals.
Tenien reservat una caserna dintre de palau.

#### Sparabara

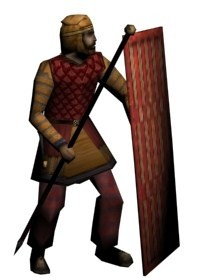
Reconstrucció d'un sparabara.

Al Pròxim Orient en el primer mil·lenni aC., la formació militar per excel·lència era la compostaper un arquer que disparava parapetat després d'un enorme escut -l'equivalent del pavès medieval-, que era subjectat per un camarada. Als primers temps de l'imperi, la majoria de les forces d'infanteria rebien el nom de sparabara o «portadors de pavesos», així nomenats pels grans escuts rectangulars o spara que duien.
La subunitat tàctica de la infanteria estava composta pels dathabam de deu, que acudien al camp de batalla en files. Segons refereix Nicholas Sekunda «el dathapatish se situava enfront del primer soldat de la primera fila i portava un spara. Al darrere d'ell es col·locava la resta de la formació del dathabam, nou soldats armats amb un arc i un «falquió». Brandava una espasa de 1,8 m i havia de protegir la resta del dathabam quan l'enemic arribés a la línia. De vegades, tot el dathabam anava armat amb arcs i el spara es col·locava com un mur al front perquè tota la unitat pogués disparar fletxes.

#### Takabara
A aquestes tropes mercenàries, procedents de tribus de l'imperi Aquemènida, se'ls acostumava a encomanar tasques de guarnició o patrulla. Preferien lluitar amb les seves armes natives, per la qual cosa usualment no portaven el mateix equipament que els sparabara. Lluitaven amb llances i taka, similar a la pelta dels peltastas dels exèrcits grecs, amb el nom dels quals apareixen a les fonts gregues, concretament com peltophoroi (portadors de pelta). A diferència d'aquests soldats hel·lènics d'infanteria lleugera que utilitzaven armes llancívoles com ara les javelines, els escuts i llances dels takabara eren de més grans, i acostumaven a lluitar al front de la línia de batalla participant en combats cos a cos.

### Cavalleria

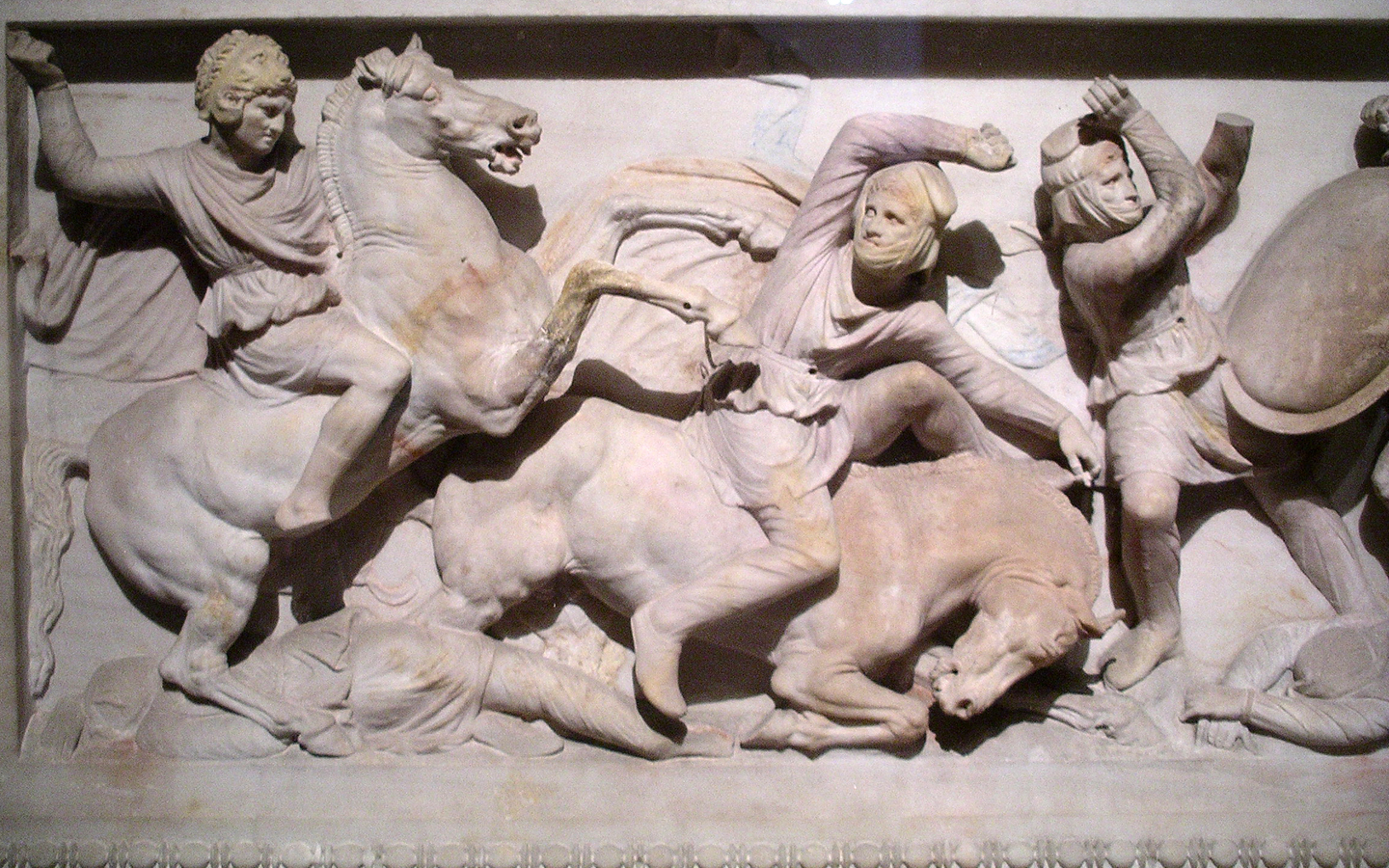
Detall del Sarcòfag d'Alexandre (Museu Arqueològic d'Istanbul, 370 T), Necròpoli Reial de Sidó, en què apareix un genet persa sense escut vestit a la usança dels medes i lligadura amb la tiara persa.

La necessitat d'un cos de cavalleria va ser l'ensenyament que va obtenir Cir II el Gran quan va conquerir Lídia l'any 547 aC. Va repartir les terres conquerides entre els nobles, els qui van criar cavalls i van integrar el mencionat cos. Per exemple, va lliurar set ciutats al nord d'Anatòlia a un cert Pitarc, nom grec. Quinze mil nobles perses van rebre el títol honorari d'huwaka (parent) de part de Cir, qui els exigia es dirigissin a qualsevol part a cavall, de manera que era una vergonya per a ells ser vistos caminant. La cavalleria d'elit, «un miler de forts», procedien dels huwaka.
Els medes també eren genets de l'exèrcit i a partir del regnat de Darios I, els escites de l'Àsia central van ser reclutats com a cavalleria mercenària. Probablement la primera cavalleria persa va ser creada a partir de l'excel·lent cavalleria dels seus veïns medes.
Els genets anaven equipats quasi com els infants, encara que a més a més portaven dues javelines de fusta de sanguinyol, d'una longitud per entre 1,5 i 1,8 m, amb puntes de bronze o de ferro. Tenien la possibilitat de llançar-ne una d'aquestes javelines, mentre que l'altra l'empraven per la càrrega militar, o també la llançaven.
Alguns genets anaven tocats amb casc de metall, en lloc de la tradicional tiara, en general de bronze i de forma arrodonida. Encara que no tots, es protegien amb petos de lli, fabricats amb dues capes de lli embuatades amb llana de cotó. També hi havia cuirasses d'escates metàl·liques, però eren més habituals les de lli, ja que encara que no era tan eficaç com protecció era més lleuger i còmode. En un document babiloni datat en el segon any de regnat de Darios II (422 aC.) figura escrit en accadi l'equipament d'un genet: «un cavall amb el seu mos, el seu arnès i la seva closca de ferro, i un casc, una cuirassa de cuir, un escut, 120 fletxes, una maça de ferro, dos javelines amb punta de ferro i la seva quota de diners»
Sembla que en la cavalleria mai no es va generalitzar l'escut durant el període aquemènida. Els escuts lleugers de vimet i canya es van utilitzar per primera vegada al voltant del 450 aC, i es pensa que van ser els mercenaris escites, que utilitzaven un model de spara més petit i allargat, els que ho van introduir. Això s'ha inferit de les escenes en les quals apareixen genets perses en la ceràmica àtica de figures vermelles.

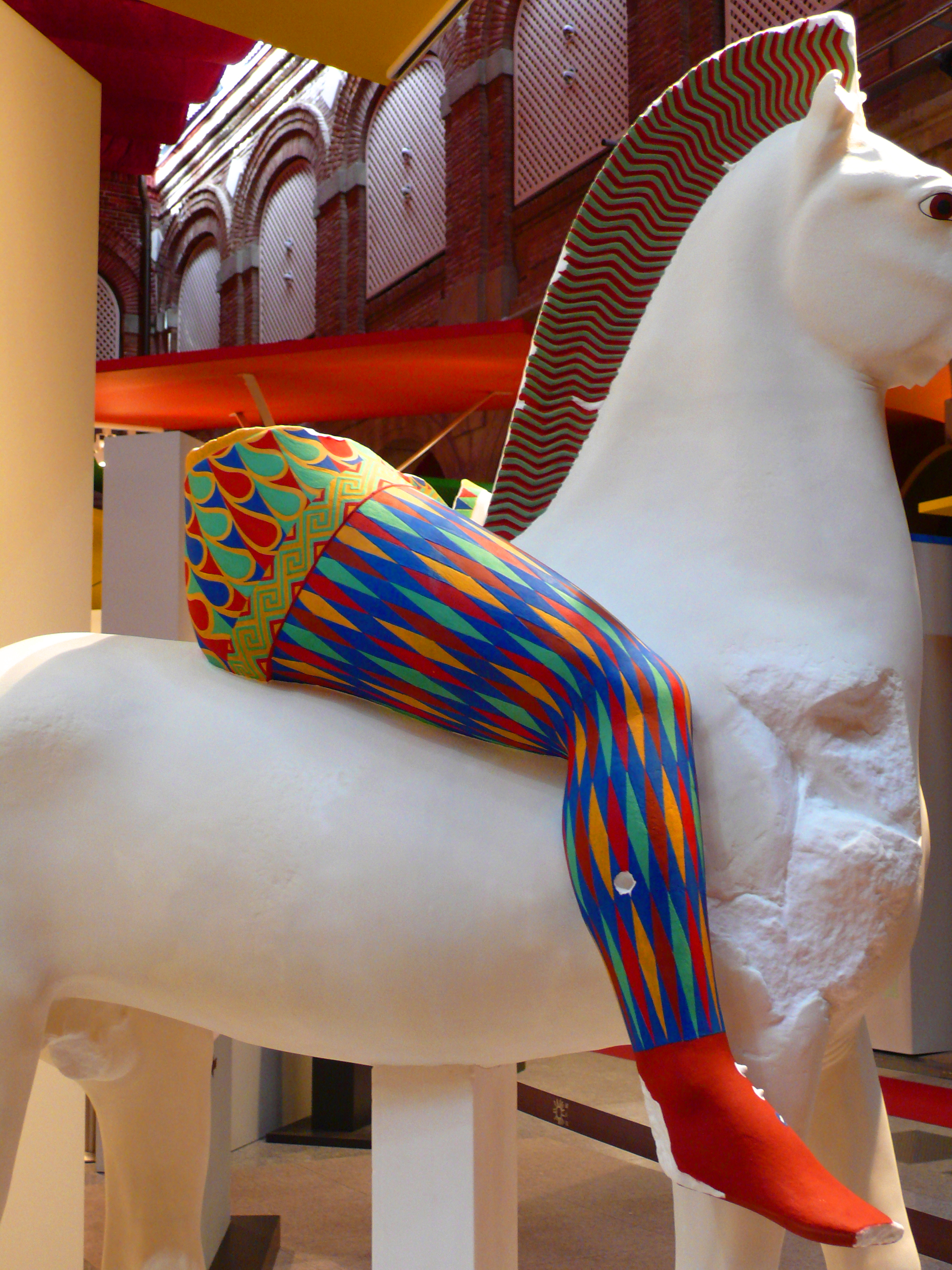
Reconstrucció en color del nomenat Genet Persa de l'Acròpoli d'Atenes. El original (ca. 490 aC.), en marbre, està al Museu de l'Acròpoli d'Atenes.

Cavalcaven sense sella de muntar rígida, com molt sobre mantes embuatades. No utilitzaven estreps ni ferraven a les seves muntures. Realitzaven escaramusses llançant javelines o fletxes, es retiraven i disparaven a l'enemic quan aquest es batia en retirada. A la lluita cos a cos, no tractaven de descavalcar al seu adversari, sinó que atacaven els seus flancs vulnerables i la seva rereguarda. La cavalleria no acostumava a carregar sobre formacions d'infanteria sense haver-les trencat abans. El sàtrapa i el rei s'ocupaven de les unitats mercenàries de cavalleria. Les del rei constituïen guarnicions permanents estratègicament localitzades. Les comunitats locals s'encarregaven de la seva manutenció. Part dels tributs es dedicaven a la compra, cria i cura de les muntures. La guarnició reial estacionada a Cilícia era una de la més importants, per la seva missió de prevenció davant de forces invasores o rebels que gosessin penetrar per les Portes de Cilícia.

Els mercenaris de Sagàrtia utilitzaven punyals i llaços, aquests últims confeccionats amb tires de cuir trenades:
| «                | La tàctica que empren és acostar-se a la altura dels seus adversaris, llançar els llaços, que en el seu extrem posseeixen un llaç escorredor, i a tot el que encerten, sigui un cavall o un home, l'ho arrosseguen cap a ells, de manera que les seves preses pereixen atrapades a les cordes. | » |
| — Heròdot VII.85 | |   |

 Encara que no eren els únics que manejaven llaços, també els utilitzaven d'altres tribus iranianes de l'Àsia central i de l'Iran oriental. Els genets de l'Àsia central portaven el cabell curt i no lluïen bigoti ni barba.
Segons Heròdot, les forces de cavalleria de l'expedició a Grècia de Xerxes I, estaven compostes per contingents perses, i els genets cobrien els seus caps amb tiares, encara que alguns usaven cascs metàl·lics. Els sagartis van aportar 8000 genets: utilitzaven llaços de cuir trenat que llançaven als seus adversaris, i mitjançant un llaç escorredor, els arrossegaven cap a ells. Els genets medes, els cisis, els bactrians, libis, àrabs i indis portaven la mateixa indumentària i armament que les seves forces d'infanteria. Aquests últims, a més a més, muntaven cavalls ensellats i conduïen carros, dels que tiraven cavalls i hemions de l'Índia. Els àrabs preislàmics muntaven dromedaris.
Els pobles citats eren els únics que proporcionaven cavalleria, el nombre de la qual ascendia a 80.000 unitats, sense comptar els dromedaris i els carros. Aquest nombre d'efectius es considera versemblant, perquè Heròdot més endavant indica que els caps de cavalleria eren tres, el que suposaria que cada cos d'exèrcit, dels tres que van participar en l'expedició militar contra Grècia, tenia assignat un contingent de 20.000 genets cadascun; és a dir, en resum, sis miríades: perses, medes, cisis i bactrians en podien haver integrat quatre; els 8000 sagartis una altra, i l'última composta per caspis, paixtus i paricanis. A destacar que totes les tropes de cavalleria procedien de satrapies orientals, i que els carros i dromedaris, d'indis, libis i àrabs, no van desenvolupar un paper decisiu en les operacions militars que narra l'historiador d'Halicarnàs.

### La flota

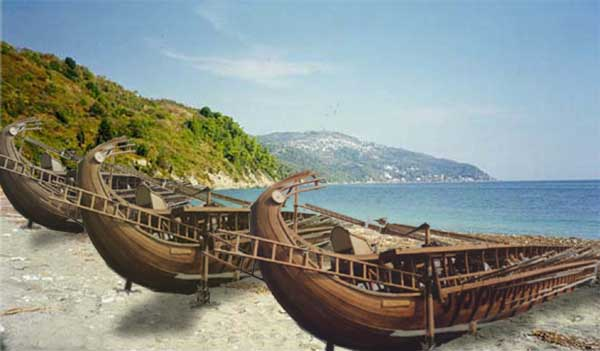
Trirrems avarats a la platja de Marató.

Fins a la conquesta de Xipre i Egipte els perses no es van veure en la necessitat de construir i mantenir una marina de guerra. Tanmateix, el domini de totes les riberes del mediterrani oriental i el seu conflicte permanent amb els grecs els va forçar a això.
L'exèrcit invasor d'Egipte del rei aquemènida Cambises II només podia anar pel desert costaner si posseïa una armada que l'aprovisionés i mantingués. Va ordenar construir una flota pròpia, que va permetre als perses conquerir el país del Nil i, posteriorment, atacar Europa.
Les fonts documentals esmenten flotes constituïdes per 600 i 300 vaixells respectivament, en general per 300 unitats. Per a l'expedició a Grècia de Xerxes I, la flota estava composta de la següent manera: 300 vaixells aportats per fenicis i sirians, 200 pels egipcis, 130 els xipriotes, 100 els cilicis, 30 els pamfilis, 50 els licis, 30 els doris de l'Àsia, 70 els caris, 100 els jonis, 47 els grecs de les illes de la mar Egea, 60 els eolis i 100 els hel·lespontis. Tarn suggereix que la flota de Xerxes constava de 600 unitats procedents de cinc zones de reclutament, cadascuna de les quals subministrava dos esquadrons de 60 naus. També suggereix que aquest sistema sexagesimal procedia dels fenicis. Ctèsies de Cnidos refereix que a l'època d'Ariaramnes de Pèrsia, sàtrapa de Capadòcia, es va enviar contra els escites 30 naus. Heròdot esmenta una subunitat de 10 naus, les més veleres de la força naval de Xerxes, que van salpar de la polis de Therma, van albirar 3 trirrems, van perseguir una, la van capturar i van degollar un tripulant. Segons Sekunda, la xifra de 30 vaixells es prestava bé a les operacions navals, perquè un esquadró de 30 naus podia dividir-se convenientment en 3 unitats de 10 naus cadascuna, que constituirien dos ales i un centre al combat naval. Cadascuna de les naus tenia 30 mariners i tropa del seu lloc d'origen, però també anaven en cada una d'elles, perses i medes.Segons Carlos Schrader «la presència d'aquests soldats a bord tindria per objecte impedir defeccions, ja que l'armada persa estava formada en la seva totalitat per pobles occidentals, molt allunyats del centre de l'imperi, alguns dels quals, com els xipriotes, els egipcis o els grecs, podien resultar de dubtosa lleialtat». Segons Nicholas Sekunda, els mariners etiòpics, suposadament es reclutaven per entre els nubians que treballaven -i potser també saquejaven- als vaixells mercants que solcaven el Nil.
El comandament últim dels vaixells requeia en un oficial persa. Com succeïa en el cas de l'exèrcit de terra, els efectius navals tenien els seus propis caps, subordinats als almiralls perses de la flota, que eren els següents: Ariabignes, fill de Darios; Prexaspes, fill d'Aspatines; Megabazos, fill de Megàbates, i Aquémenes, fill de Darios I el Gran. Al front dels vaixells egipcis figurava Aquemenes d'Egipte que era germà de Xerxes I de Pèrsia per part de pare i de mare, al capdavant de les forces navals jòniques es trobava Ariabignes, fill de Darios i de la filla de Gobrias. Al comandament de la resta dels efectius navals es trobaven els altres dos almiralls.L'historiador d'Halicarnàs no indica de quin almirall depenien els fenicis i quines altres unitats tenien incorporades.

## Indumentària

Estendard de Cir II el Gran.

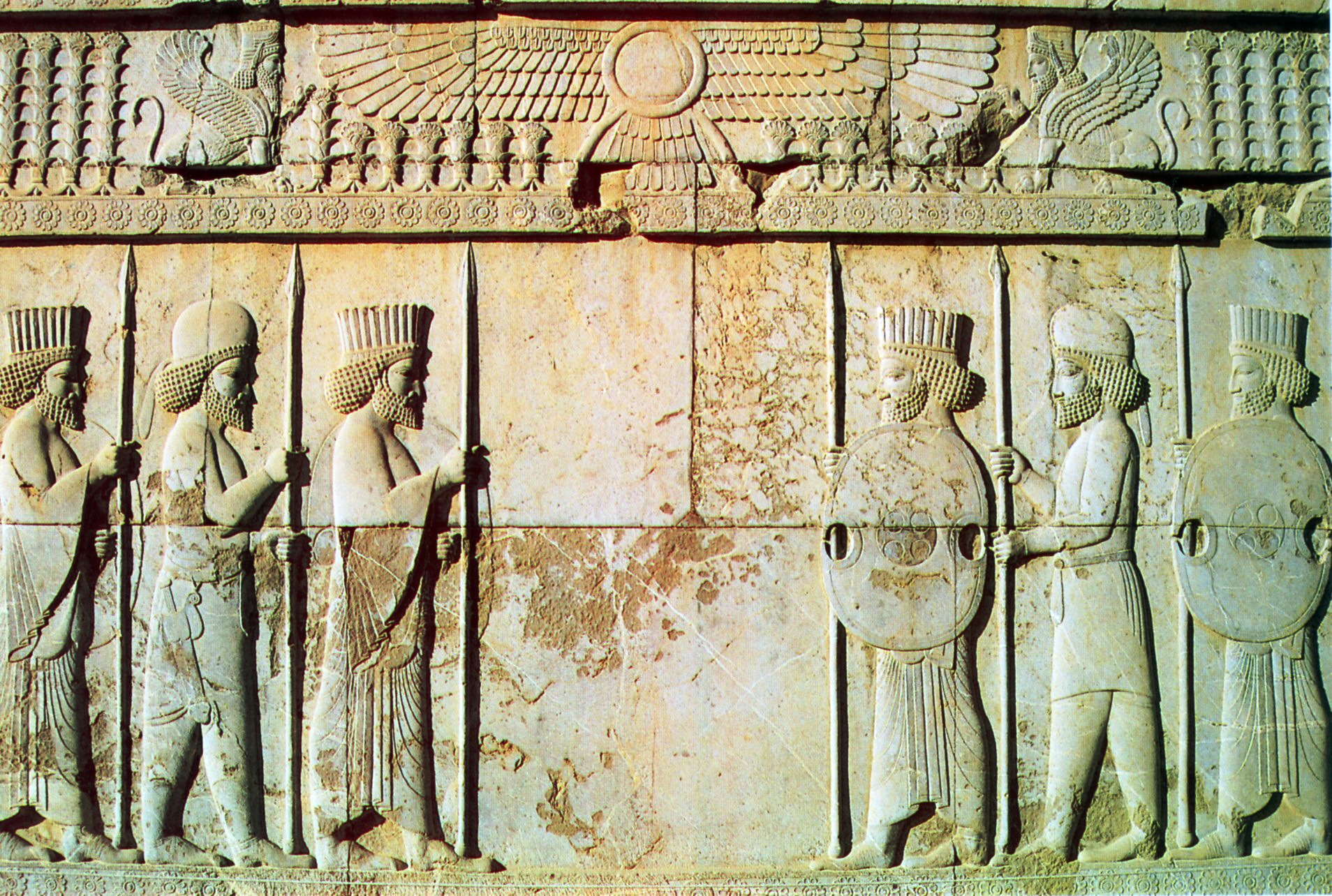
Apadana de Persèpolis, relleu del segle V aC. amb soldats perses i medes, aquests últims porten barrets rodons.

Al Museu del Louvre s'exhibeixen uns frisos de maó esmaltats policromats, amb figures de dos regiments presumiblement dels Immortals. Procedeixen del palau de Darios I a Susa, l'antiga capital elamita. Apareixen amb els seus uniformes, quasi idèntics als dels frisos provinents del palau aquemènida de Babilònia. No sembla que en tots dos frisos s'hagin representat unitats d'elit dels Immortals, ja que no van coberts amb barrets acanalats, sinó amb diademes de tela groga. Es pot pensar, fins a cert punt, basant-se en Estrabó, que no fossin nobles, sinó plebeus perses que portaven com tocat al cap una «tela de cotó». Tots dos regiments van equipats amb llança i arc. La distinció consisteix en les túniques de diferents colors. Sobre les dues túniques, unes insígnies cosides, podrien ser les representacions dels corresponents estendards militars, i hi cap la possibilitat que a manera de placa les portessin a l'extremitat de les perxes. En una de les insígnies figura el raig solar de vuit puntes, d'origen assiri i consagrat al déu suprem Ahura Mazda. Era també d'importància religiosa la segona insígnia que mostra un altar triple de foc.
Originàriament tota la vestimenta dels persesera de cuir segons informa Heròdot, símbol no solament de barbàrie per a l'historiador d'Halicarnàs, sinó també d'aquella vida austera i senzilla que els perses van deixar enrere el dia en què es van llançar a la conquesta de l'Imperi Mede i del Regne de Lídia.
El vestit persa era cosit i ajustat al cos, estampat de franges zigzaguejants, antítesi del vestit lleuger grec, utilitzant els pantalons i el jersei. El seu abillament era així semblant al dels escites -que curiosament van deixar d'estar presents a la ceràmica des del 490 aC-, encara que amb la diferència que gairebé sempre es completava amb una espècie de calçons o de quitó curt. Com a novetat enfront dels usos grecs es troben els grans escuts rectangulars (γέρρον), la kopis, el carcaix i l'estendard.
La copa de ceràmica conservada a Oxford del pintor de Brigos conté representacions de les tropes perses, que o bé són fruit de l'observació personal del pintor o són esbosos fets a partir de les robes i equipament dels cadàvers. No és possible establir la nacionalitat de les figures de la copa, ja que perses, escites, i homes d'altres nacionalitats van lluitar a Marató.
Els personatges vesteixen túnica amb mànigues i pantalons confeccionats amb cuir o feltre, amb aplicacions de cintes de diversos colors. A les mànigues, per regla general, hi ha una cinta cosida a la part inferior i superior de la costura. La decoració de la resta de la màniga, són cintes cosides en sentit horitzontal, en línies rectes o ondulades, o amb ratlles en sentit vertical. En alguns casos cada màniga està decorada de diferent manera i en altres són iguals. Estan rematades amb una petita vora doble en als punys.
Als pantalons, la part anterior i posterior de cada camal està recorregut per una cinta de color fosc, se suposa que seguint la costura. De vegades és la part exterior del camal on està cosida, com als pantalons militars del segle xix. La zona dels pantalons que delimiten aquestes costures verticals de vegades no es decora o si es fa és amb cintes cosides en sentit horitzontal, en línies rectes o ondulades.
No és habitual a l'art de l'antiga Grècia la caputxa persa de cinc puntes que cobreix el cap d'un sparabara. Indicaria que l'artista es va basar en fonts documentals de la batalla de Marató.
La cuirassa tampoc és habitual. En ella figuren uns punts petits situats en el centre de rombes, que potser representin reblons usats per fixar plaques de bronze posades entre dues capes de cuir, una a l'interior i una altra a l'exterior de la peça. Les línies diagonals quasi segur que representen les costures. Seria l'equivalent a la medieval o renaixentista. La part inferior acaba en una faldilla de pteruges, aquesta peça de roba sembla estar confeccionada de cuir dur, tallada a serrells per no dificultar el moviment de les cuixes. Els pantalons tenen aplicacions cosides d'un material més fosc amb forma de rombes o fulles de contorn irregular.
Les botes estan lligades amb una tira ampla de cuir que envolta els turmells. Aquestes tires acabarien en unes corretges a manera de cordons que es lligarien per sota els pantalons, més amunt del turmell. Aquest calçat tindria el propi color natural del cuir, sense tenyir, encara que existeixen casos de representacions de botes de color vermell, groc o blau.
Un altre guerrer persa representat en aquesta copa de ceràmica, té la part de la seva cuirassa corresponent al pit coberta per una capa de cuir decorada amb rombes. A tots dos costats de la cuirassa -anomenada també armadura d'escates- hi ha cosides unes escates de bronze en una base dura i sense folrar. Les espatlleres també estan fetes d'escates amb els extrems arrodonits, i les puntes van lligades amb una cinta de cuir. La faldilla està elaborada amb plaques rectangulars metàl·liques acabades en corba. Les mencionades plaques estan cobertes amb cuir i van ser pintades meitat negres i meitat blanques seguint una diagonal. Sota la faldilla del soldat, es veu una peça de roba que no sembla una túnica sinó més aviat un davantal confeccionat amb un material mal·leable, decorat amb una única línia fosca traçada en paral·lel a la vora. Aquesta peça de roba protegiria l'engonal embolcallant-lo.

## Armament

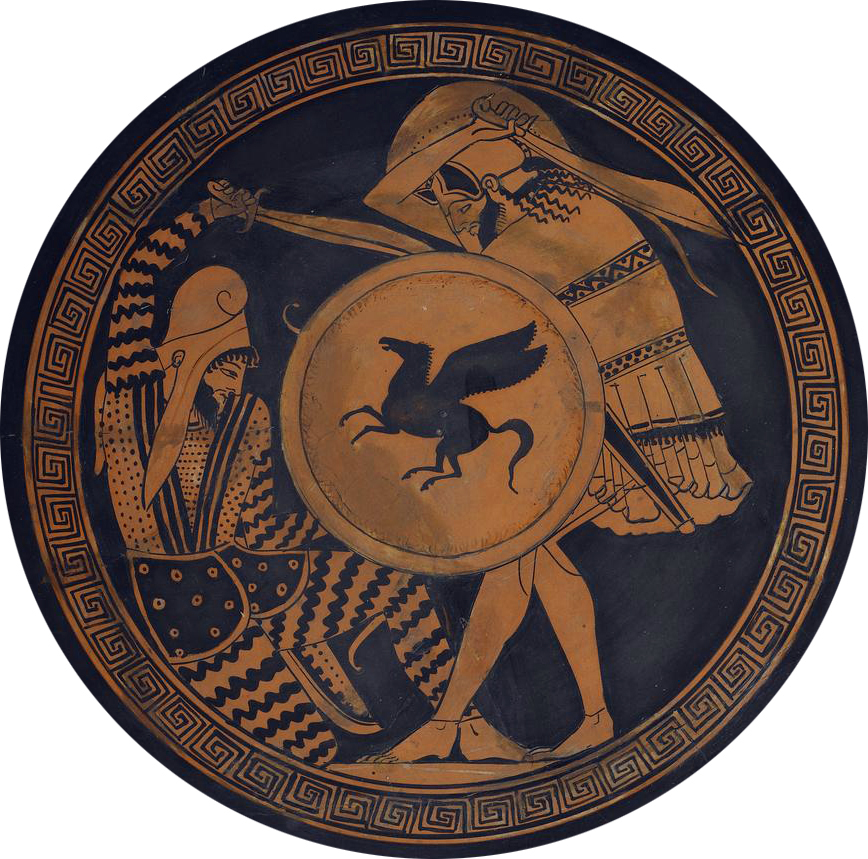
Un hoplita grec ataca amb l'espasa un infant persa. En la vestimenta d'aquest últim poden apreciar-se les franges zigzaguejants que porta en la casaca cenyida i amb unos punts a la part del pit, ajustada amb una sivella i coberta per una cuirassa. Porta també una gorra amb orelleres penjants i va armat amb arc i «màkhaira». Cílix del segle V aC. Museu Arqueològic Nacional d'Atenes.

Pel que fa als combats entre hoplites i perses, aquests últims van ser representats la majoria de les vegades com a arquers, un tipus de soldat que es va convertir en sinònim de guerrer persa; encara que el seu arc no responia sempre al mateix esquema formal, sinó que en uns casos era recte, d'altres doble o allargat cap endarrere com el dels escites. Va ser freqüent a la iconografia l'ús d'armes tallants com atxes (la σάγαρις (sàgaris), d'un sol tall, o la πέλεκυς, de doble tall) i espases, donant-se el cas, que no responia a la tradició dels hoplites, de mostrar-se el soldat persa com a arquer i espadatxí a la vegada. Cal notar també que l'espasa del persa no és la característica xifos (ξίφος) -encara que s'utilitza també el terme-, sinó que es tracta d'una espasa corba i tallant: la màkhaira (μάχαιρα). Serveix com a corroboració la denominació dels perses per Èsquil com «la gent armada amb espasa» (τὸ μαχαιροφόρον ἕθνος).
Al món grec la màkhaira era l'instrument de tall pels sacrificis religiosos, espasa que Xenofont temps després va denominar amb el terme kopis (κοπίς).
Un persa que apareix a la copa d'Oxford del Pintor de Brigos, cau sota la càrrega d'un hoplita. A l'escut del grec s'aprecia la part inferior del cap d'un bou. Sota l'escut de l'hoplita es troba el spara (escut) de l'iranià. La seva cuirassa és idèntica al model de les cuirasses gregues compostes. El seu avantbraç dret branda una espasa tipus kopis de la que només es distingeix l'empunyadura.
De l'hoplita va prendre el persa de vegades la cuirassa, però mai les gamberes ni l'escut rodó, sinó una pelta o un escut rectangular. Aquest soldat de peu, portava una akinakes, daga llarga i recta, de doble tall, de la que parlen Xenofont i Heròdot, una llança curta amb mànec de fusta i contrapès esfèric amb cap de metall, un carcaix amb fletxes de canya amb punta de bronze o de ferro i un arc compost. Les fletxes anaven a allotjades en el que els grecs nomenaven γωρυτός 'goritos', una barreja de carcaix i funda per a arc, inventat pels escites. Es col·locava a la altura de la cintura. Disposava de dos compartiments separats: en un es col·locaven les fletxes, lligades amb una corretja de cuir, i l'arc en l'altre. Segons Heròdot el goritos que empraven els escites estava cobert de pell humana, arrencada dels membres amputats dels seus enemics, cosa que li conferia el seu color blanc.
Les puntes de les fletxes acostumaven a tenir tres talls, alguns de 3 o 4 cm de longitud, i estaven buides. Es col·locaven en una vara de fusta que s'enfilava a la vara principal, feta de canya, lleugera i buida. Amb les seves puntes petites, aquestes fletxes relativament lleugeres eren més eficaces contra objectius sense armar que per penetrar en un escut o en una armadura. Èsquil diu que l'arc era un símbol tan important per als perses com la dori, la llança de punta de bronze per als grecs.
L'arc compost, amb una mida de 1,2 m de longitud, era l'arma per excel·lència. Tenia una ànima de fusta, la part exterior estava revestida amb tendons laminats, i l'exterior o posterior amb asta. Gràcies a l'elasticitat dels tendons, en tesar la corda, l'asta i el ventre es comprimien i els tendons s'estiraven. Explotant les seves propietats mecàniques, tots dos materials reaccionaven per propulsar la corda. Aquest tipus d'arc era molt difícil de tesar i necessitava el concurs d'ambdues cames i braços. La tècnica de llançament, tant dels escites com dels perses consistia en estirar la corda fins a la barbeta o el pit de l'arquer amb les puntes de tres dits, sostenint la fletxa entre els índexs i el medi. El polze i el menovell no intervenien. Els arquers disparaven fletxes incendiàries de forma massiva i freqüent a l'enemic, i per això portaven penjat el carcaix a l'altura de la cintura.
L'atxa d'un tall (sàgaris), també d'origen escita, era una destral amb mànec llarg i estilitzat, amb una fulla pesant i tallant. La més usual era una de més lleugera, que podien utilitzar tant els infants com els genets. Brandada de forma eficaç amb una única mà, podia penetrar en un casc metàl·lic o en una cuirassa.
El soldat d'infanteria es protegia amb un escut lleuger de vímet. Normalment, es fabricava amb canyes trenades mitjançant una làmina humida de cuir. Quan aquesta s'enduria, les virtuts combinades de tots dos materials li conferien la capacitat d'aturar les fletxes enemigues. L'escut petit, en forma de lluna creixent amb les puntes dirigides cap amunt, podia plantar-se en el terra, el que permetia a l'arquer descarregar les seves fletxes des de l'espatlla amb relativa protecció. Alguns soldats portaven escuts ovals amb segments circulars similars al aspis hoplita.

## Iconografia
A la ceràmica àtica i a la batalla de Marató, per un costat figuren amazones i perses, iconografies bàrbares, representacions d'una alteritat {a l'imaginari grec, latent a la ceràmica de figures negres, i aclaparadorament a la de figures vermelles, ocasionalment manifesta en blanc; per l'altre costat a la gigantomàquia, la centauromàquia, l'amazonomàquia, la pròpia Guerra de Troia, i Teseu, heroi civilitzador atenès, que va recollir el relleu d'Hèracles en perfecta i harmoniosa sincronia amb les celebracions del triomf sobre l'hibris (ὗβρις) i la ἄτη persa, a les batalles de Marató, Salamina, Platea, Eurimedont.

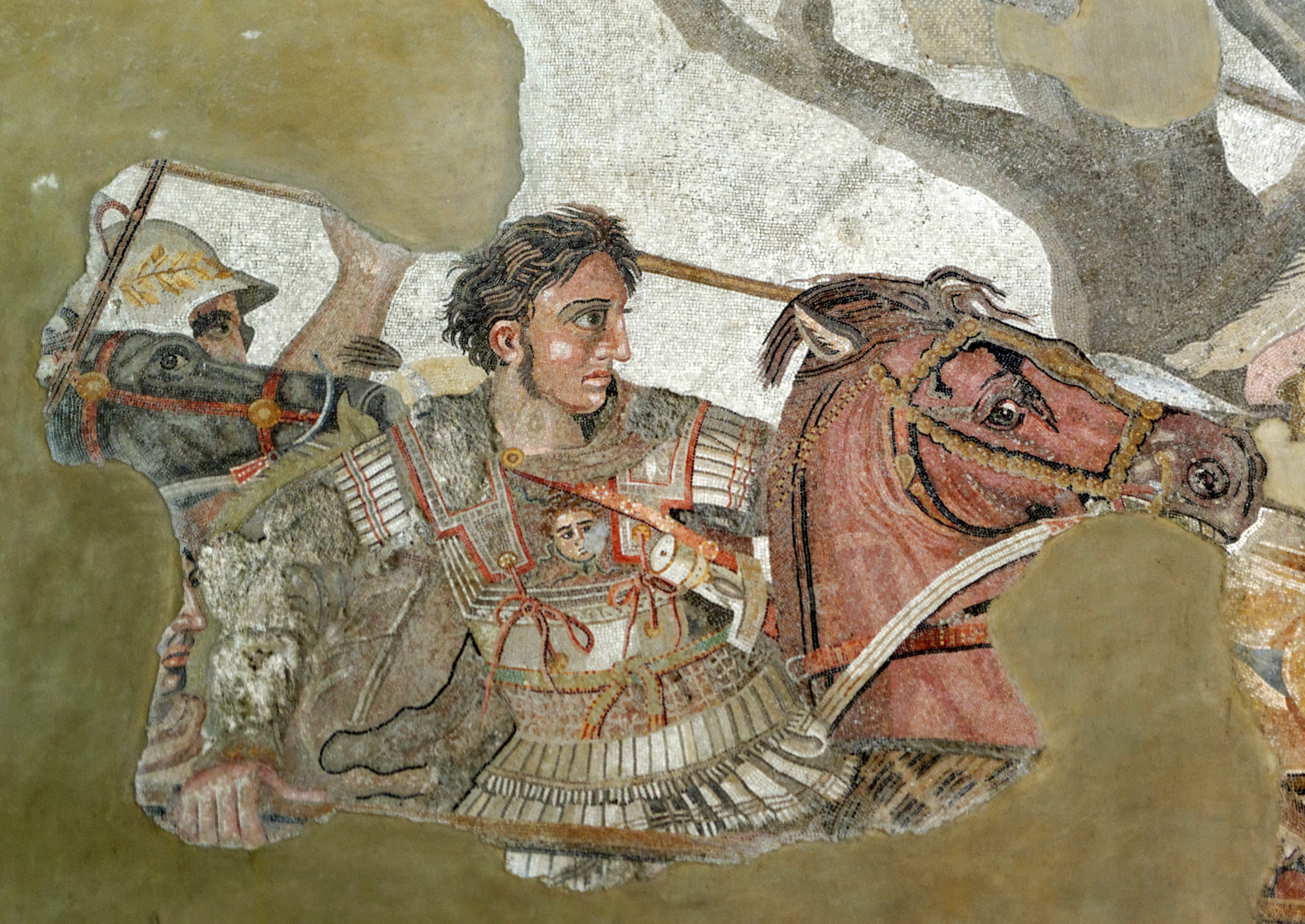
Detall del mosaic d'Alexandre mostrant al propi Alexandre lluitant contra Darios a la batalla d'Issos, actualment al Museu Arqueològic Nacional de Nàpols.

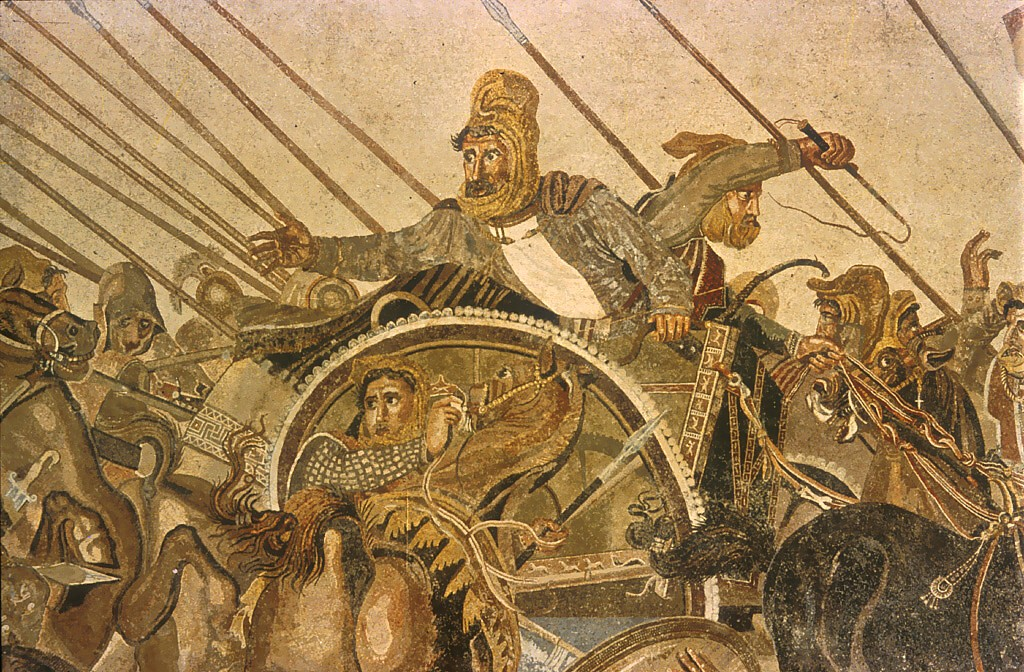
Detall del mosaic d'Alexandre mostrant a Darios III a la batalla d'Issos.

Al costat dels vasos ceràmics, i els frescs que es representaven a l'Estoa Pècila d'Atenes, la batalla de Marató i de la Batalla d'Ènoe, d'autoria incerta, de Micó d'Atenes o de Panè, amb la lluita de Teseu contra les amazones, un mimetisme del conflicte entre grecs i bàrbars, i la pintura dels maratonòmacs, beocis de Platea i atenesos que combatien contra uns perses que, per descomptat, fugien; i els trirrems fenicis vençuts pels grecs que xocaven els uns contra els altres novament en desordenada maniobra de replegament i fugida; o la lluita de grecs enfront dels segurament perses del fris del temple de Nike Àptera.
Altres testimonis són un fragment de pintura a la Casa de Darios, a Delos (segle II aC.-segle I aC.), que mostra a un persa ferit; la iconografia del Mosaic d'Alexandre de la Casa del Faune, el model del qual podria haver estat un camp de batalla entre Darios III de Pèrsia i Alexandre el Gran pintat per Filoxen d'Erètria per a Cassandre de Macedònia; els combats del nomenad'Apulia, a un Darios fugitiu perseguit per Alexandre.
Iconografies bàrbares que reflecteixen la major part de les vegades a l'enemic, a l'etern enemic de frontera, subjugat, vençut, gairebé sempre fugitiu. Una imatge arquetípica de la llarga durada i molt reveladora sobre les maneres de representar-se la alteritat persa en l'imaginari col·lectiu grec.
A] la primera meitat del segle V aC., la iconografia a la ceràmica àtica es va enriquir amb l'aparició de soldats perses, posant-se al servei del triomf d'Atenes sobre la barbàrie, del grec sobre el bàrbar asiàtic. La construcció de l'alteritat persa a la iconografia ceràmica àtica va tenir a més a més d'altres models sobre la mateixa terra grega: per un costat, va aprofitar per assimilació elements d'altres alteritats, com la escita, la Frígia o Tràcia, ja presents a la ceràmica de figures negres; per un altre costat va configurar la visió des de l'any 490 aC. de guerrers perses cara a cara en el camp de batalla, així com la utilització del botí de guerra ofert com exvot als santuaris. Tampoc es pot menysprear la informació que podien haver obtingut els atenesos a través dels seus germans de l'est, absorbits per les satrapies occidentals de l'Imperi Aquemènida, o també naturalment, dels grecs que havien servit en la cort del Gran Rei.
Aquests soldats perses fugint en estampida van ser també pintats a la stoà Poikile d'Atenes, i uns perses esculpits en marbre frigi sostenien un trípode de bronze al temple de Zeus Olímpic de la mateixa ciutat. Altres vegades els perses haurien estat representats sota la figura genèrica d'un oriental, que bé podria reflectir la barreja ètnica que formava els contingents militars aquemènides.